# Fanel
Das Fanel ist ein Naturschutzgebiet in den Kantonen Bern und Neuenburg. Es liegt am Nordostufer des Neuenburgersees und ist im Bundesinventar der Landschaften und Naturdenkmäler von nationaler Bedeutung verzeichnet. Auf der Südseite wird es durch den Broyekanal begrenzt, welcher zugleich die Berner Kantonsgrenze zum Kanton Waadt bildet.

## Beschreibung
Das Fanel wurde am 14. März 1967 auf Beschluss des Regierungsrates zu einem kantonalen Naturschutzgebiet erklärt. Betreut und gepflegt wird es von den Mitgliedern der Berner Ala und dem Naturschutzinspektorat des Kantons Bern.
1976 wurde das Fanel gemeinsam mit den Schutzgebieten „Bas-Lac“ und „Chablais de Cudrefin“ als erstes Ramsar-Objekt der Schweiz ausgewiesen. Als Feuchtgebiet von internationaler Bedeutung stellt es eines der wichtigsten Brut- und Überwinterungsgebiete für Wasservögel in der Schweiz dar. Es liegt im nördlichsten Bereich des grössten zusammenhängenden Schweizer Schilfgebiets, der Grande Cariçaie. Bisher wurden im Gebiet über 300 Vogelarten nachgewiesen, darunter zahlreiche Limikolenarten. Die Landschaft befindet sich 430 m über dem Meeresspiegel und umfasst einen Bereich von 485 ha.
Zur Vogelbeobachtung steht im Bereich der Lagune ein Beobachtungsturm der Berner Ala zur Verfügung. Das Gebiet ist in drei Schutzzonen eingeteilt:
- A = Kernzone mit Wasser, Inseln, Sumpf, Schilf und Ried
- B = Pufferzone mit land- und forstwirtschaftlicher Nutzung ohne Einschränkungen
- C = Staatswald und vorgelagerter Kulturlandstreifen, Schilf- und Seefläche mit beschränkter Erholungsnutzung (beispielsweise Camping- oder Spielplatz).[5]

## Vogelarten (Auswahl)
- Zu den Brutvögeln im Fanel gehören Zwergdommeln, zahlreiche Entenarten, wie beispielsweise Eiderenten, Mittelsäger, Lachmöwen, Sturmmöwen, Schwarzkopfmöwen, Mittelmeermöwen, Fluss-Seeschwalben, Eisvögel, Nachtigallen, Drosselrohrsänger, Bartmeisen oder Pirole.
- Darüber Hinaus können Zugvögel wie Nachtreiher, Seidenreiher, Purpurreiher, Fischadler, Rohrweihen, bis zu 25 unterschiedliche Limikolenarten, Zwergmöwen, Heringsmöwen, Seeschwalbenarten, Blaukehlchen oder Beutelmeisen.
- Zu den Überwinternden Vogelarten zählen die Rohrdommeln, Silberreiher, Singschwäne, zahlreiche Gansarten und Entenarten, Zwergsäger, Mittelsäger, Kornweihen, Merline, Brachvögel oder Raubwürger.

## Tourismus, Landwirtschaft und Renaturierung
Seit den 1950er Jahren hat der TCS im nördlichen Abschnitt des Fanel auf dem Gebiet der Gemeinde Gampelen einen Campingplatz betrieben, welcher im Oktober 2024 wegen einer bevorstehenden Renaturierung geschlossen wurde. Anschliessend erfolgt ein gestaffelter Rückbau bis Ende 2025.
Der Landstreifen zwischen dem Broyekanal und den Flachmooren der Lagune soll ab Dezember 2023 revitalisiert werden. Die an das Moor angrenzenden landwirtschaftlichen Flächen werden renaturiert.